# Stuhlbank (Einrichtung)
Eine Stuhlbank, auch Fäkalbank oder Stuhlspenderbank genannt, ist eine Einrichtung, die auf die Sammlung, Aufbereitung, Lagerung und Bereitstellung von menschlichem Stuhl spezialisiert ist. Die dort gelagerten Stuhlproben stammen von gesunden Spendern und werden insbesondere zur Durchführung einer fäkalen Mikrobiota-Transplantation (FMT) verwendet, einer Therapieform zur Wiederherstellung einer gesunden Darmflora.

## Zweck und Bedeutung
Die Stuhltransplantation ist mittlerweile etabliert in der Behandlung von rezidivierenden Clostridioides difficile-Infektionen (CDI), wo sie Heilungsraten bis zu 90 % hat. Stuhlbanken dienen vor allem der Bereitstellung von qualitativ hochwertigen Stuhlproben für die Behandlung von Patienten mit CDI. Sie können Patienten einen im Vergleich zur patientenorientierten Spende zeitnahen und gerechten Zugang zu dieser Therapieform ermöglichen. Sie bieten einen rückverfolgbaren Arbeitsablauf, der die Sicherheit und Qualität der Verfahren gewährleistet. Auch die Überwachung des Behandlungsergebnisses, von Neben- und Langzeitwirkungen einer FMT sollte gegeben sein. In einem Konsensus-Projekt beleuchteten Fachgruppen aus Europa, Nordamerika und Australien 2019 verschiedene Aspekte und trugen Kriterien für die Einrichtung und den Betrieb von Stuhlbanken zusammen.
Darüber können Stuhlbanken auch Proben für Forschungszwecke verfügbar machen, etwa zur Untersuchung des menschlichen Mikrobioms oder zur Entwicklung neuer Therapien gegen entzündliche Darmerkrankungen, Adipositas und andere Erkrankungen, bei denen eine gestörte Darmflora eine Rolle spielt.

### Aufbereitung und Lagerung
Die Stuhlproben werden unter hygienischen Bedingungen entnommen, in Speziallabors verarbeitet und mit Lösungen vermischt, die die Mikroorganismen stabilisieren. Anschließend werden sie in der Regel tiefgefroren (bei −80 °C) gelagert, um eine langfristige Verwendung zu ermöglichen.

## Geschichte
Die erste moderne Stuhlbank wurde 2012 in den USA unter dem Namen OpenBiome gegründet und diente als Vorbild für ähnliche Einrichtungen weltweit. In Europa entstanden in den Folgejahren ebenfalls mehrere Fäkalbanken, teils an Universitätskliniken angesiedelt.
| Name, Ort                               | Land           | Gründung | Produkte                                                  |
| --------------------------------------- | -------------- | -------- | --------------------------------------------------------- |
| OpenBiome, Somerville                   | USA            | 2012     | Gefrorene Stuhlproben für verschiedene Verabreichungswege |
| Krankenhaus Saint-Antoine AP-HP, Paris  | Frankreich     | 2014     | Gefrorene Stuhlproben                                     |
| Universitätsklinikum Köln               | Deutschland    | 2014     | Gefrorene Stuhlproben für verschiedene Verabreichungswege |
| Leiden University Medical Centre        | Niederlande    | 2015     | Gefrorene Stuhlproben                                     |
| Microbiome Treatment Centre, Birmingham | Großbritannien | 2015     | Gefrorene Stuhlproben                                     |
| Asia Mikrobiota Bank, Hongkong          | China          | 2016     | Gefrorene verarbeitete Mikrobiota                         |
| Human Biome Institute, Warschau         | Polen          | 2020     | Zubereitungen für verschiedene Verabreichungswege         |
| Catalonia Microbiota Bank, Barcelona    | Spanien        | 2024     | Gefriergetrocknete Proben                                 |

## Rechtlicher und ethischer Rahmen
Die Einrichtung und der Betrieb von Stuhlbanken unterliegen nationalen und internationalen medizinischen, ethischen und rechtlichen Vorgaben. In vielen Ländern (z. B. Deutschland, Frankreich, Spanien, UK, USA) wird die fäkale Mikrobiota-Transplantation als eine Form der biologischen Arzneimitteltherapie betrachtet, was spezifische Anforderungen an Zulassung, Qualitätssicherung und Patientenaufklärung mit sich bringt. In Deutschland ist der Betrieb von Stuhlbanken nur im beschränkten Rahmen möglich. Die Herstellung von FMT-Präparaten muss unter der unmittelbaren fachlichen Verantwortung des behandelnden Arztes erfolgen. Sie ist anzeigepflichtig nach § 67 Abs. 1 und 2 des  Arzneimittelgesetzes (AMG). In Deutschland dürfen die i. d. R. an Kliniken angesiedelten Stuhlbanken Proben nicht für andere Kliniken herstellen und versandfertig machen.